# Ливень (фильм, 1929)
«Ливень» — советский немой исторический фильм-драма 1929 года режиссёра Ивана Кавалеридзе по мотивам поэмы «Гайдамаки» Тараса Шевченко. Фильм считается утерянным, сохранились отдельные кадры.

## Сюжет
О событиях Колиивщины — крестьянского восстания 1768 года под руководством Максима Железняка и Ивана Гонты.

В поэтическом фильме «Ливень» (1929) романтизировалось гайдамацкое прошлое Украины, свободолюбивый дух её народа, красота её плодородной земли.— Краткая история советского кино / Р. Н. Юренев, 1979

## В ролях
- Иван Марьяненко — Иван Гонта
- М. Петляшенко — Максим Железняк
- Северин Панькивский — иезуит-епископ
- Степан Шкурат — Иван, крестьянин
- Виктор Комар — Станислав-Август, польский король
- Мария Малыш-Федорец — Екатерина II
- Мария Заржицкая — придворная дама
- Мария Афанасьева — придворная дама
- Екатерина Подольская — придворная дама
- В. Поддубный — князь Иеримия Вишневецкий
- С. Чарский — эконом князя
- В. Комарецкий — гайдук
- А. Белов — польский пан
- Осип Мерлатти — польский пан
- О. Назарова — панна Младонович
- Т. Лущенко — Оксана, батрачка
- Евгений Викул — шляхтич
- Татьяна Сипягина — молодая крестьянка
- Николай Йосипенко — молодой крестьянин

## О фильме
Премьера фильма состоялась 18 апреля 1929 года в Москве и 13 июня 1929 года в Киеве.
Через четыре года режиссёр вернулся к теме и снял уже звуковой фильм «Колиивщина», причём на роль Ивана Гонты был снова взят актёр Иван Марьяненко.

## Критика
Дебютный фильм режиссёра Иван Кавалеридзе, в котором проявился его метод и талант, как заметил киновед Р. Н. Юренев — фильм «вызвал горячую дискуссию».

«Ливень» — лента экспериментальная, а оценку плодотворности всякого эксперимента даёт история искусства. Что же она сказала о работе И. Кавалеридзе? Сегодня ясно, что режиссёр обогатил выразительный язык кино новыми средствами и возможностями, в особенности в области операторского мастерства, ритма действия, в сфере актёрской пластики… Сам режиссёр видел в «Ливне» попытку сочетания кино и скульптуры. Попытка эта оказалась чрезвычайно интересной, однако кино и скульптура — всё же разные искусства, во многом прямо и принципиально противоположные.— Кино Советской Украины: страницы истории / И. С. Корниенко. — М.: Искусство, 1975. — 239 с. — стр. 69
Как отмечала киновед Любовь Аркус, фильму было присуще своеобразное изобразительное решение:

Кавалеридзе в «Ливне» строил композиции с помощью сценического помоста и фона из чёрного бархата, причём действие развивалось только на переднем плане параллельно плоскости кадра, что придавало героям сходство со скульптурными горельефами. Оператор освещением подчёркивал монументальность сцен, снимая как бы сквозь «дымку времени»— Новейшая история отечественного кино: 1986–2000: В 2 ч.; в 7 т. / Министерство культуры Российской Федерации; сост. Л. Ю. Аркус. — СПб.: Сеанс, 2001—2004
.